# Піві білогорлий
Пі́ві білогорлий (Contopus albogularis) — вид горобцеподібних птахів родини тиранових (Tyrannidae). Мешкає в Південній Америці.

## Поширення і екологія
Білогорлі піві мешкають в Суринамі, Французькій Гвіані та у бразильському штаті Амапа. Вони живуть у вологих рівнинних тропічних лісах. Зустрічаються на висоті від 400 до 700 м над рівнем моря. Живляться комахами, яких ловлять в польоті.